# Padma Shri

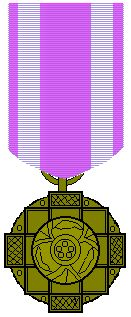

Der Padma Shri (Hindi: पद्म श्री, Padma Śrī; engl. Padma Shree) ist eine Auszeichnung der indischen Regierung, die jährlich am 26. Januar – dem „Tag der Republik“ – an zumeist indische Bürger für ihre Leistungen auf vielfältigen Gebieten wie Kunst, Wissenschaft, Sport, Wirtschaft und Ähnlichem verliehen wird. Er ist der vierthöchste indische Zivilorden nach dem Bharat Ratna, dem Padma Vibhushan und dem Padma Bhushan. Auf seiner Vorderseite sind oberhalb und unterhalb einer Lotosblüte in der Schrift Devanagari die Wörter Padma (Lotos) und Shri (ein aus Sanskrit abgeleitetes Ehrenäquivalent zu „Herr“ bzw. „Frau“) geschrieben. Der Orden besteht aus Bronze und Weißgold.